# Halvor Egner Granerud
Halvor Egner Granerud (* 29. května 1996) je norský skokan na lyžích. První závod vyhrál 29. listopadu 2020 v lyžařském středisku Ruka u města Kuusamo.

## Kariéra
Ve Světovém poháru ve skocích na lyžích debutoval v roce 2015. V únoru téhož roku byl součástí vítězného týmu na Mistrovství světa do 23 let. Od sezony 2018—2019 je součástí norského národního týmu ve Světovém poháru. V prosinci 2020 vyhrál 5 závodů v řadě, což se ještě nikdy žádnému Norovi předtím nepovedlo. V sezoně 2020—2021 vyhrál celkem 11 závodů, čímž si zajistil celkové vítězství ve Světovém poháru.Světový pohár vyhrál i v sezoně 2022\2023,v též sezoně vyhrál i turné čtyř můstků a Raw Air turné.